# Lion-en-Sullias
Lion-en-Sullias – miejscowość i gmina we Francji, w Regionie Centralnym, w departamencie Loiret.
Według danych na rok 1990 gminę zamieszkiwało 331 osób, a gęstość zaludnienia wynosiła 14 osób/km² (wśród 1842 gmin Centre, Lion-en-Sullias plasuje się na 815. miejscu pod względem liczby ludności, natomiast pod względem powierzchni na miejscu 539.).